# Verdenssundhedsorganisationens rammekonvention om tobakskontrol
Verdenssundhedsorganisationens rammekonvention om tobakskontrol (WHO FCTC) (engelsk: World Health Organization Framework Convention on Tobacco Control) er en traktat, der blev tiltrådt af den 56. Verdenssundhedsforsamling i Geneve 21. maj 2003..
Traktaten indebærer blandt andet, at myndighederne i de ratificerende lande skal sørge for, at sundhedspolitikken bliver beskyttet mod tobaksindustriens interesser, hjælp til rygestop og at borgerne beskyttes mod tobaksrøg og tobaksreklamer. Målet er at beskytte fremtidige generationer for de sundhedsmæssige, sociale, økonomiske og miljømæssige konsekvenser ved tobaksforbrug gennem internationale standarder, der begrænser brugen af tobak. Det sker blandt andet gennem regulering af produktion, salg, distribution, markedsføring og afgifter.
Traktaten er ratificeret af 182 lande, heriblandt Danmark, hvor den dermed er juridisk bindende, mens 14 FN-lande står udenfor. Danmark ratificerede rammekonventionen i 2004, og den er i dag en del af udgangspunktet for Sundhedsstyrelsens arbejde med og anbefalinger indenfor tobakskontrol og -forebyggelse.